# Griet Buelens
Griet Buelens (1984) is een Belgisch zwemster. Buelens was houdster van het Belgisch record op de 200 m vlinderslag in groot en klein bad. Ze heeft aan de Ohio State University lichamelijke opvoeding gestudeerd.

## Belangrijkste prestaties
| Jaar | Olympische Spelen | WK langebaan  | WK kortebaan                                                                      | EK langebaan                              | EK kortebaan                                                                     |
| ---- | ----------------- | ------------- | --------------------------------------------------------------------------------- | ----------------------------------------- | -------------------------------------------------------------------------------- |
| 2004 | geen deelname     |               | geen deelname                                                                     | 16e 200m vlinderslag 11e 4x200m vrij slag | geen deelname                                                                    |
| 2005 |                   | geen deelname |                                                                                   |                                           | geen deelname                                                                    |
| 2006 |                   |               | 29e 200m vrije slag 25e 400m vrije slag 18e 100m vlinderslag 12e 200m vlinderslag | 33e 100m vlinderslag 14e 200m vlinderslag | geen deelname                                                                    |
| 2007 |                   | geen deelname |                                                                                   |                                           | 32e 200m vrije slag 26e 400m vrije slag 17e 800m vrije slag 10e 200m vlinderslag |
| 2008 | geen deelname     |               | 17e 400m vrije slag 21e 100m vlinderslag 14e 200m vlinderslag                     | geen deelname                             | geen deelname                                                                    |

## Persoonlijke records
(Per 26 augustus 2011)

### Langebaan
| afstand          | tijd    | datum    | plaats    |
| ---------------- | ------- | -------- | --------- |
| 200m vlinderslag | 2.12,41 | 01-05-08 | Molenbeek |
| 200m vrije slag  | 2.03,85 | 01-05-08 | Molenbeek |
| 400m vrije slag  | 4.19,81 | 01-05-08 | Molenbeek |

### Kortebaan
| afstand          | tijd    | datum    | plaats |
| ---------------- | ------- | -------- | ------ |
| 200m vlinderslag | 2.09,16 | 18-05-08 | Leuven |
| 200m vrije slag  | 2.00,09 | 08-08-06 | Leuven |
| 400m vrije slag  | 4.14,32 | 13-11-07 | Aachen |